# The Greater Courage (film 1915 Universal)
The Greater Courage è un cortometraggio muto del 1915. Il nome del regista non viene riportato nei credit.

## Produzione
Il film fu prodotto dall'Universal Film Manufacturing Company (Big U).

## Distribuzione
Distribuito dall'Universal Film Manufacturing Company, il film - un cortometraggio in due bobine - uscì nelle sale cinematografiche USA il 21 ottobre 1915.